# Jumaschew
Jumaschew (russ. Юмашев) ist ein russischer Familienname.

## Namensträger
- Andrei Borissowitsch Jumaschew (1902–1988), sowjetischer Testpilot
- Iwan Stepanowitsch Jumaschew (1895–1972), sowjetischer Admiral
- Walentin Borissowitsch Jumaschew (* 1957), russischer Politiker und Unternehmer